# جيمس فوغان
جيمس فوغان (بالإنجليزية: James Vaughan)‏ (6 ديسمبر 1986 بليفربول في المملكة المتحدة - ) هو لاعب كرة قدم بريطاني في مركزي الظهير والدفاع. لعب مع نادي ترانمير روفرز لكرة القدم ووولونغونغ ونادي تشستر سيتي وDroylsden F.C. ‏.

## وصلات خارجية
- جيمس فوغان على موقع قاعدة بيانات كرة القدم.إي يو (الإنجليزية)
- جيمس فوغان على موقع Soccerbase.com (لاعب) (الإنجليزية)